# ولدرینگفیلد
ولدرینگفیلد (به انگلیسی: Waldringfield) یک روستا و محله مدنی در بریتانیا است که در Suffolk Coastal واقع شده‌است. ولدرینگفیلد ۴۶۴ نفر جمعیت دارد.